# Nenad Pagonis
Pour les articles homonymes, voir Pagonis.
Nenad "Greek" Pagonis né le 28 juillet 1987 en Serbie, est un kickboxer Muay-thaï poids lourds-poids lourds-légers greco-serbe. En 2010 il devient champion du monde W.A.K.O. Pro (K-1 rules). Il a remporté un certain nombre de titres mondiaux et européens au niveau amateur.

## Biographie et carrière
Nenad Pagonis est le plus important kickboxer dans l'histoire de la Serbie. En 2006, à l'âge de 19 ans, il remporte une médaille d'or aux Jeux annuels des Balkans, et a obtenu l'or aux Championnats d'Europe W.A.K.O. qui ont eu lieu en Macédoine. De 2007 à 2009, il a remporté deux championnats du monde, deux coupes du monde et un autre championnat Balkans.
En 2010 il devient professionnel, et remporte le titre mondial WAKO Pro contre le champion Antonio Sousa, en gagnant au troisième round à Milan où Sousa a été k.o. trois fois avant que l'arbitre arrête le combat. Il a ensuite rejoint Gym Mike aux Pays-Bas où il a formé avec des combattants, dont Badr Hari et Melvin Manhoef . Il a actuellement remporté 8 fois un titre mondial (4 titres amateurs et 4 titres professionnels) et a remporté 3 titres européens. Il est aussi apparu au It's Showtime à Athènes en 2010, où il a battu Rustemi Kreshnik par décision, lui permettant d'affronter le champion It's Showtime 95MAX Danyo Ilunga l'année suivante.
Un combat prévu le 9 décembre 2012 pour la nouvelle organisation serbe "Supreme Fighting Championship" n'a pas pu avoir lieu car il était blessé.
Il perd contre Artem Vakhitov par une décision unanime au Glory 12: New York undercard à New York le 23 novembre, mais cette décision était discutable,,,.

## Titres
Professionnel
- 2014 W.A.K.O. Pro World Low Kick Rules Heavyweight champion -88.61 kg
- 2013 W.A.K.O. Pro cruiser heavyweight world champion -94.1 kg (Low Kick Rules)
- 2012 Wins WAKO Pro World Grand Prix 2011 championship (As member of Serbian national team)
- 2012 W.K.B.F. K-1 Rules International Super heavyweight Championship +95 kg[6]
- 2010 W.A.K.O. Pro heavyweight world champion -88.6 kg (K-1 Rules)

Amateur
- 2014 W.A.K.O. European Championships in Bilbao, Spain  −91 kg (Low-Kick rules)[7]
- 2013 W.A.K.O. World Championships in Guaruja, Brasil  −91 kg (Low-Kick rules)
- 2012 W.A.K.O. European Championships in Ankara, Turkey  −91 kg (Low-Kick rules)
- 2011 W.A.K.O. World Championships in Skopje, Macedonia  -91 kg (K-1 Rules)
- 2010 Serbia Open Cup Champion -86 kg (K-1 Rules)
- 2009 W.A.K.O. World Championships in Villach, Austria  -86 kg (K-1 Rules)
- 2009 W.A.K.O. World Cup in Szeged, Hungary  -86 kg (K-1 Rules)[8]
- 2008 W.A.K.O. European Championships in Oporto, Portugal  −86 kg (K-1 rules)
- 2008 W.A.K.O. Balkans Championships in Ohrid, Macedonia  -86 kg (K-1 Rules)[9]
- 2008 W.A.K.O. World Cup in Szeged, Hungary  -86 kg (K-1 Rules)[10]
- 2007 W.A.K.O. World Championships in Belgrade, Serbia  -81 kg (Low-Kick)
- 2007 W.A.K.O. World Cup in Szeged, Hungary  -81 kg (Low-Kick)[11]
- 2006 W.A.K.O. European Championships in Skopje, Macedonia  -81 kg (Low-Kick)
- 2006 W.A.K.O. Balkans Championships in Burgas, Bulgaria  -81 kg (Low-Kick)[12]

## Palmarès kickboxing professionnel
Legende:       Victoire 
      Défaite 
      Draw/No contest 
      Notes